# Archange Bintsouka
Archange Dieudonné Bintsouka Koxy (Brazzaville, 25 ottobre 2002) è un calciatore congolese (Repubblica del Congo), attaccante del Partizani Tirana e della nazionale congolese.

## Carriera

### Club
Ha iniziato a giocare a calcio nella Repubblica del Congo con Kondzo e Diables Noirs. Nel gennaio del 2022 è stato acquistato dal Partizani Tirana che lo ha assegnato alla formazione Under-21. Nel mercato estivo seguente è stato ceduto in prestito per una stagione al Drenica, club della prima divisione kosovara. Dopo una buona stagione nel club kosovaro è stato confermato in rosa dal Partizani per la stagione 2023-2024, dove si è rivelato uno dei migliori giocatori del campionato con 10 reti segnate in 31 incontri.

### Nazionale
A fine 2020 è stato inserito nella lista dei convocati per il Campionato delle nazioni africane 2020 ed il 21 gennaio 2021 ha esordito con la nazionale congolese nell'incontro della fase a gironi pareggiato 1-1 contro il Niger.

## Statistiche

### Presenze e reti nei club
Statistiche aggiornate al 31 agosto 2024.
| Stagione                | Squadra                 | Campionato              | Campionato | Campionato | Coppe nazionali | Coppe nazionali | Coppe nazionali | Coppe continentali | Coppe continentali | Coppe continentali | Altre coppe | Altre coppe | Altre coppe | Totale | Totale | Totale |
| Stagione                | Squadra                 | Comp                    | Pres       | Reti       | Comp            | Pres            | Reti            | Comp               | Pres               | Reti               | Comp        | Pres        | Reti        | Pres   | Reti   |        |
| ----------------------- | ----------------------- | ----------------------- | ---------- | ---------- | --------------- | --------------- | --------------- | ------------------ | ------------------ | ------------------ | ----------- | ----------- | ----------- | ------ | ------ | ------ |
| 2022-2023               | Drenica                 | SL                      | 28         | 7          | CK              | 1               | 0               | -                  | -                  | -                  | -           | -           | -           | 29     | 7      |        |
| 2023-2024               | Partizani Tirana        | KS                      | 27+2       | 9+1        | CA              | 1               | 0               | UECL               | 3                  | 1                  | SA          | 1           | 0           | 34     | 11     |        |
| 2024-2025               | Partizani Tirana        | KS                      | 3          | 0          | CA              | 0               | 0               | UECL               | 4                  | 0                  | -           | -           | -           | 7      | 0      |        |
| Totale Partizani Tirana | Totale Partizani Tirana | Totale Partizani Tirana | 30+2       | 9+1        |                 | 1               | 0               |                    | 7                  | 1                  |             | 1           | 0           | 41     | 11     |        |
| Totale carriera         | Totale carriera         | Totale carriera         | 58+2       | 16+1       |                 | 2               | 0               |                    | 7                  | 1                  |             | 1           | 0           | 70     | 18     |        |

### Cronologia presenze e reti in nazionale
| Cronologia completa delle presenze e delle reti in nazionale ― Rep. del Congo | Cronologia completa delle presenze e delle reti in nazionale ― Rep. del Congo | Cronologia completa delle presenze e delle reti in nazionale ― Rep. del Congo | Cronologia completa delle presenze e delle reti in nazionale ― Rep. del Congo | Cronologia completa delle presenze e delle reti in nazionale ― Rep. del Congo | Cronologia completa delle presenze e delle reti in nazionale ― Rep. del Congo | Cronologia completa delle presenze e delle reti in nazionale ― Rep. del Congo | Cronologia completa delle presenze e delle reti in nazionale ― Rep. del Congo |
| Data                                                                          | Città                                                                         | In casa                                                                       | Risultato                                                                     | Ospiti                                                                        | Competizione                                                                  | Reti                                                                          | Note                                                                          |
| ----------------------------------------------------------------------------- | ----------------------------------------------------------------------------- | ----------------------------------------------------------------------------- | ----------------------------------------------------------------------------- | ----------------------------------------------------------------------------- | ----------------------------------------------------------------------------- | ----------------------------------------------------------------------------- | ----------------------------------------------------------------------------- |
| 21-1-2021                                                                     | Yaoundé                                                                       | Rep. del Congo                                                                | 1 – 1                                                                         | Niger                                                                         | CHAN 2020 - 1º turno                                                          | -                                                                             | 77’                                                                           |
| 25-1-2021                                                                     | Douala                                                                        | Rep. del Congo                                                                | 1 – 6                                                                         | Libia                                                                         | CHAN 2020 - 1º turno                                                          | -                                                                             | 58’                                                                           |
| 30-1-2021                                                                     | Douala                                                                        | Mali                                                                          | 0 – 0 dts (5 – 4 dtr)                                                         | Rep. del Congo                                                                | CHAN 2020 - Quarti di finale                                                  | -                                                                             | 61’                                                                           |
| 11-6-2024                                                                     | Bloemfontein                                                                  | Rep. del Congo                                                                | 0 – 6                                                                         | Marocco                                                                       | Qual. Mondiali 2026                                                           | -                                                                             | 42’                                                                           |
| 19-11-2024                                                                    | Brazzaville                                                                   | Rep. del Congo                                                                | 0 – 1                                                                         | Uganda                                                                        | Qual. Coppa d'Africa 2025                                                     | -                                                                             | 81’                                                                           |
| Totale                                                                        |                                                                               | Presenze                                                                      | 5                                                                             |                                                                               | Reti                                                                          | 0                                                                             |                                                                               |